# Casi una pareja
Casi una pareja fue un programa de televisión humorístico de Argentina, emitido en 1982 por Canal 9.
Con libreto de Abel Santa Cruz, estaba protagonizado por Emilio Disi y Dorys del Valle, una exitosa pareja televisiva.

## Elenco
- Emilio Disi
- Dorys del Valle
- Iris Láinez
- María Rosa Fugazot
- Pachi Armas
- Patricia Dal
- Tincho Zabala
- Gloria Montes
- Luis Aranda
- Jaimito Cohen
- Roberto Escalada
- Pepe Novia
- Norman Erlich
- Alfonso de Grazia
- Julia Sandoval
- Raúl Tilipi